# Aurora Chirinos Pizarro
Aurora Isabel Chirinos Pizarro de Vildoso (n. 1925) es una bióloga, zoóloga, curadora y catedrática peruana. Realizó estudios en Ciencias Biológicas en la Universidad Nacional Mayor de San Marcos.
Fue investigadora del Ministerio de Agricultura, Dirección de Pesca y Caza del Perú (IMARPE), destacándose por excelentes estudios de biología pesquera. Tuvo magnífico desempeño en el Instituto del Mar del Perú y en el Ministerio de Pesquería.

## Biografía
Nació el 15 de septiembre de 1925 en el Callao. Su padre, Milciades Federico Chirinos Salazar, mecánico, natural de Chiclayo y su madre, Celia Rosa Pizarro, nacida en Chile, tuvieron otros 10 hijos.
Aurora realizó estudios en Ciencias Biológicas en la Universidad Nacional Mayor de San Marcos. Concluyó sus estudios y obtuvo el título de Bióloga al presentar su Tesis en 1949. Se colegió en el Colegio de Biólogos del Perú el 31 de enero de 1975 (CBP N° 185) en el Consejo Regional de Lima.

## Algunas publicaciones
- Aurora Chirinos Pizarro. 1949. Determinación de la Edad y del Crecimiento de el Machete. 12 pp. il. Universidad Nacional Mayor de San Marcos. Tesis de Bachillerato en Ciencias Biológicas
- Aurora Chirinos de Vildoso, Esmeralda Chumán D. 1964. Notas sobre el desarrollo de huevos y larvas del Pejerrey: Odontesthes (Austromenidia) regia regia (Humboldt)". IMARPE
- Rómulo Jordán Sotelo, Aurora Chirinos de Vildoso. 1965. La Anchoveta (Engraulis ringens J.): conocimiento actual sobre su biología ecología y pesquería". IMARPE
- Aurora Chirinos de Vildoso, Esmeralda Chumán D. 1968. Validez de la lectura de otolitos para determinar la edad de las anchoveta (Engraulis ringens)". IMARPE
- Aurora Chirinos de Vildoso, Bertha Alegre. 1969. La madurez sexual de la anchoveta (Engraulis rigens J.) en los periodos reproductivos 1961/1968". IMARPE
- Jorge Mariátegui, Aurora Chirinos de Vildoso, Juan Velez. 1985. Bibliografía sobre el fenómeno el niño desde 1891 a 1985". IMARPE
- Abelardo Vildoso, J. Vélez, N. Chirichigno, A. Chirinos de Vildoso. 1998. Diversidad de peces marinos del Perú". IMARPE 18 (1-2): 49-76 en línea

### Libros
- Aurora Chirinos Pizarro. 1958. Clave para la identificación de los peces peruanos de la familia Scombridae: presentación de las principales clasificaciones existentes sobre esta familia. 23 pp. Serie de divulgación científica (Perú. Servicio de Pesquería), Dirección de Pesquería y Caza del Ministerio de Agricultura

- Aurora Chirinos Pizarro. 1962. Estudio sobre Bonito Sarda en el Pacífico Oriental. 102 pp. il. Universidad Nacional Mayor de San Marcos

- Abelardo Vildoso B., Juan Vélez D., Norma Chirichigno F., Aurora Chirinos de Vildoso. 2000. De Huarmey a Puerto Pizarro. Informe, Volúmenes 155-158. 88 pp. Informe, Instituto del Mar del Perú

### Capítulos de libros
- Aurora Chirinos Pizarro. 1971. El Niño: eventos desde 1891 hasta 1958. En: Pacífico Sur. Volumen 15. Autor Permanent South Pacific Commission. Editor Secretaría General de la Comisión Permanente del Pacífico Sur

## Abreviatura (zoología)
La abreviatura Pizarro  se emplea para indicar a Aurora Chirinos Pizarro como autoridad en la descripción y taxonomía en zoología.

- Datos: Q5712092